# 國際基督教優質音樂中學暨小學
國際基督教優質音樂中學暨小學（英語：International Christian Quality Music Secondary and Primary School，簡稱：ICQM），是香港第一間音樂學校，於2003年建校，位於九龍鑽石山蒲崗村道學校村。

## 學校簡介
該校是香港第一間音樂學校，於1999年成功申請位於位於九龍鑽石山蒲崗村道學校村的建校用地，並於2003年建成此校。
初期教職員大多為國際音樂學校兒童合唱團導師。

## 校內相關
- 不設有學生會
- 設有四社及其社際活動比賽
- 在小學至中三設有「音樂創作」及「音樂欣賞」兩科。兩科為主科，與中國語文、英國語文及數學並列。教授的內容能銜接新高中課程——「音樂」的選修科。另外全年級特設「器樂」課及「演奏」課。前者為一對一的器樂授課，後者為每學年指定演奏評核。兩科及兩課的綜合成績才算為校內音樂科的成績。
- 學校每年都會作為英國皇家音樂學院（ABRSM）的音樂考試試場。
- 早上8:25為正式開課時間，15:45是放學時間。
- 小一至小四為「Junior Section」；小五至中二為「Middle Section」；中三至中六為「Senior Section」。
- 有各式各樣的音樂/藝術創作或演奏比賽。
- 設有「基督使命團」（風紀團隊），使命團旗下也有基督使命堂（2003年10月落成）。
- 有駐校社工及駐校傳道人。
- 設有四支合唱團及一支管弦樂團。
- 校內全年級不設排名。唯由高中起，在各領域選修科綜合成績第一的學生，有機會獲獎學金。（文、理、音、商）

## 學校設施
學校設有以勒音樂廳、以便以謝堂、基督使命堂、小教堂、體藝館、七十多間獨立琴室、三間小型演奏廳、圖書館、兩間電腦室以及一間電子音樂創作室。

## 學校活動
- 五不運動→七不運動
  - 2006年開始推行：一：不藐視師長、二：不打架傷人、三：不粗言穢語、四：不貪心偷盜、五：不破壞公物。2016至2017年度新增兩條：六：不惡意欺淩、七：不放縱私慾，例如在校內情侶親熱等引起風化的案件也包含在內。
- 珍愛運動
  - 2010年至2011年度開始，聯同“U Fire”舉辦的活動，於此校首先試行。及後推廣到香港其他學校。
- 聯校基督徒中學生奮興營
  - 2013開始聯同當區校網舉行的基督教崇拜和牧養活動，其基督教之風十分濃厚。每次皆由此校主持並在校內寄宿，通常在復活節假期期間舉行。
- 短宣
  - 學校常規活動之一。與宣教工作機構合作，由老師帶領參加學生到訪世界不同地方進行短宣。到訪地區包括：中國内地、泰國、澳門、 柬埔寨等地區。
- 音樂種子計劃
  - 發掘對音樂擁有天賦的學生，重點陪訓。被列入者需要進行至少一次校內公演，並獲得由外國或本地音樂大師主持的大師課堂機會。計劃允許中途退出。
- 各類音樂匯演
  - 在慶祝節興或校內節日而舉行的音樂表演。其中包括：平安夜、除夕夜、復活節等。表演門票對外開售，為學校其中一個收入來源，但從此獲得的收益可說是微乎其微。

## 校風
- 校風相對開放，唯基督教之風十分濃厚。學校活動大多與《聖經》有關。校友黃子悅認為校方一直「用聖經去解釋所有自己覺得合理的事」。[2]
- 對於學生懲處，主張給予機會及輔導。特設程度較輕的「白色個案紀錄（白紙）」及觸犯七不的「黃色個案紀錄（黃紙）」。面對涉及情緒及家庭因素的個案，會最大限度行使酌情權及轉介校內社工。
- 對於學生及校隊獲獎，主張低調展示。不設有獎狀擺設專櫃，所有榮耀歸獲獎人所有。只會在「ICQM家書」中告知。「家書」的網絡版亦供公眾查閱。
- 對於面對公眾運動，校方主張溫和處理。禁止極端、有違道德的言論和行為，以及避免影響學業。平常保持不干涉態度。

## 學社
國際基督教優質音樂中學暨小學推行學社制，其四個社分別是Love House、Kindness House、Joy House、Goodness House。

## 牧養主題
- 2010至2011年度：復興聖潔
- 2011至2012年度：天國文化
- 2013至2014年度：轉化生命 祝福社群 讓信心與夢想飛翔
- 2014至2015年度：遏力追求 直奔標竿
- 2015至2016年度：一切都變成新的了
- 2016至2017年度：彼此相愛 合而為一
- 2017至2018年度：讓愛湧流
- 2018至2019年度：耶和華是我的牧者
- 2019至2020及2020至2021年度：向着標竿直跑（該牧養主題由2019年9月1日用至2021年8月31日，持續2年）
- 2021至2022年度：活出豐盛的生命
- 2022至2023年度：愛是永不止息
- 2023至2024年度：每天與神同行
- 2024至2025年度：耶穌是世界的光

## 教會
學校本身也是一所教會。在週六、週日有崇拜及主日學。

## 特別事件
The Emergence
由校內同學組成的樂隊憑原創歌曲《前航》獲得2019年香港青少年協會樂隊大賽亞軍，並登報在《南華早報 Young Post》中。

## 著名/傑出校友
- 伍國頌：香港資優生，2012年以14歲成功入讀香港大學化學系，是香港大學創校百年以來最年輕學生。
- 黃子悅：香港民主派政治家，前學民思潮發言人。
- 杜愛恩：2018年度香港小姐競選佳麗兼「澳洲全國青年作曲大賽（Artology Fanfare Competition）」的冠軍。[5]
- 陳靜謙：香港足球運動員[6]
- 詹天文：香港女歌手及演員、女子組合After Class成員之一。[7]

## 軼事
- 於1999年校舍用地推出競投時，竹園區神召會亦有份申請，但因財力及資源遠遜於此機構而不果[8]。
- 香港女歌手詹天文為該校學生，其個人出道單曲沒有你的新學期的MV於該校取景。[註 1]

## 爭議事件
- 梁煥敏. . 香港01. 香港01. 2017-03-16  [2017-03-16]. （原始内容存档于2017-11-20）.

## 備註
1. ↑  參考歌曲MV片尾鳴謝名單。[9][10]